# 済州日報
済州日報（제주일보　チェジュイルポ）は済州特別自治道済州市で発行される新聞である。
1945年に済州新報として創刊され、1962年に済州新聞、済民日報を統合して済州新聞となり、1996年に漢字の済州新聞からハングルの済州日報として全面横組み活字となった。同じ済州島で発行される新聞に済民日報があるが、1962年に統合されたものとは別会社である。